# Giovanni (vescovo di Venosa)
Giovanni (metà del XIV secolo – 1400) è stato un vescovo cattolico italiano.
Il vescovo Giovanni è registrato nella cronotassi dei vescovi di Venosa come Giovanni III, mentre in quella di Grosseto come Giovanni II.

## Biografia
Giovanni fu nominato vescovo di Venosa il 31 luglio 1395 da papa Bonifacio IX. Resse la diocesi venusina per cinque anni, fino al 1400, anno in cui fu trasferito alla diocesi di Grosseto.
Il suo episcopato nella sede maremmana, tuttavia, durò solo pochi mesi, in quanto morì prima della fine dell'anno e gli succedette Antonio Malavolti. Molti cronologisti non riportano Giovanni tra i vescovi di Grosseto, compreso l'Ughelli, il quale invece lo cita alla voce Venusini Episcopi scrivendo: «sedit Joannes fere annis quinque, translatusque est ab eodem Pontifice ad Grossetanam in Etruria Ecclesiam initio anni 1400».